# Riny van Woerden
Riny van Woerden (Hamborn, 26 maart 1934 – Capelle aan den IJssel, 18 juli 2004) was een Nederlands voetballer die als middenvelder of buitenspeler speelde. Van Woerden kwam uit voor Feijenoord, DWS en Xerxes.
Met Feijenoord werd hij in het seizoen 1960/61 landskampioen. Met DWS won hij in het seizoen 1962/63 de Eerste divisie. Van Woerden kwam uit voor het Rotterdams elftal, het Westelijk elftal, Nederlands jeugdelftal, het militair elftal en het Nederlands B-voetbalelftal. Naast het voetbal was hij vertegenwoordiger en trainde later ook in het amateurvoetbal.